# トビイロゴキブリ
トビイロゴキブリ（鳶色蜚蠊、学名：Periplaneta brunnea）とは、ゴキブリ目ゴキブリ科に属する昆虫の一種である。

## 形態
成虫の体長は30mmから38mmで、体色は茶褐色。体は扁平で、前胸背板は薄い黄色掛かった茶色をベースに、2つの薄い茶色の紋が入る。齢若虫の体長は4mmから4.5mm。体色は全体が黒褐色で、触角の付け根、先端4節、中胸背板前縁の2/3、腹節第2節背面の両端が白色となる。

## 生態
卵からは31日から50日で孵化し、若虫として106日から154日間過ごす。成虫としての生存期間は90-125日。本種は雌だけの単性生殖も行う。
卵鞘長は110mmから145mm程で、卵鞘中の卵数は24から27個となる。卵鞘からは9％が孵化し、その約1/3が成虫となる。
食性は多くの害虫種のゴキブリ同様雑食性で、動植物の遺骸、各種食品、パルプ等様々なものを食す。熱帯原産のため耐寒性は低い。

## 分布
正確な原産地は不明ともされてきたが近縁種のワモンゴキブリ同様にアフリカ原産と考えられ、南太平洋のニューカレドニアやマルケサス諸島、北太平洋のハワイ諸島などの熱帯から亜熱帯に広く分布する。
日本においては1960年に初めて確認され、局所的に分布しており、小笠原諸島・南西諸島・九州の他、愛媛・大阪・名古屋・東京・釧路には人為的に移入された。東京では空調設備のある屋内などにみられるが、クロゴキブリやワモンゴキブリより個体数は少ない。

## 害虫としての本種
世界的な害虫であり、体表面や脚、排泄物などを通し、食中毒菌などの病原微生物を伝播する衛生害虫である。